# Landesarchiv Saarbrücken

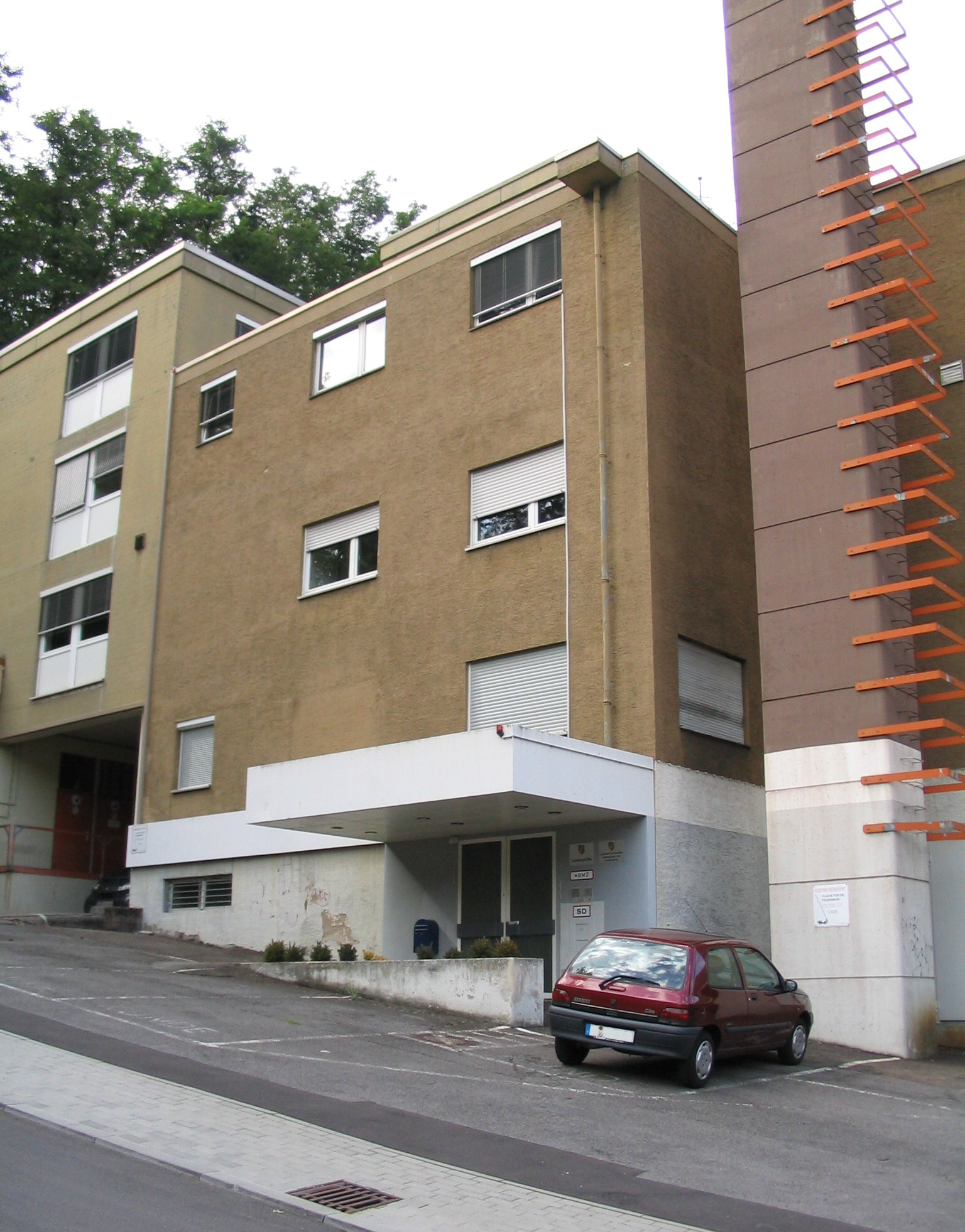
Landesarchiv in Scheidt

Das Landesarchiv Saarbrücken ist das Landesarchiv des Saarlandes und hat seinen Sitz in Saarbrücken-Scheidt. Gesetzliche Grundlage für die Arbeit ist das Saarländische Archivgesetz vom 23. September 1992, das am 1. Januar 1993 in Kraft getreten ist. Bis dahin waren die Aufgaben des Landesarchivs in einem Erlass definiert.

## Geschichte
Die französische Militärregierung empfahl 1947 der Verwaltungskommission des Saarlandes, den Historischen Verein für die Saargegend mit der Betreuung der gefährdeten Gemeindearchive zu beauftragen und diese in einem Zentraldepot in Saarbrücken zusammenzuführen. Das Archiv wurde zum Mai 1948 als Zentralstelle für das Archivwesen im Informationsamt eingerichtet. 1950 erhielt es seinen heutigen Namen. Im folgenden Jahr wurde es dem Geschäftsbereich des Ministerpräsidenten zugeordnet, wo es – unterbrochen durch eine Zuordnung zum Kultusministerium in den Jahren 1955 bis 1957 – bis heute angesiedelt ist. 

## Leitung
Zur Leitung des noch zu gründenden Landesarchivs wurde im Februar 1948 durch das Kultusministerium der Historiker Fritz Kloevekorn eingestellt, der jedoch bereits nach wenigen Monaten wieder ausschied. Im Februar 1949 folgte Walter Lauer, der das Archiv bis zu seiner Pensionierung 1961 leitete.
Auf Lauer folgte 1961 der Hans-Walter Herrmann nach, der das Archiv über drei Jahrzehnte lang bis zu seiner Versetzung in den Ruhestand 1995 leitete. Ihm folgte Wolfgang Laufer nach, der bereits als Assessor 1973 die Stellvertretung innehatte und das Landesarchiv bis zu seiner Pensionierung 2003 leitete. Seit 2004 leitet der Historiker Ludwig Linsmayer das Landesarchiv.

## Gebäude
Zunächst war das Landesarchiv bis 1956 in der Bismarckstraße in Saarbrücken untergebracht, zog jedoch 1957 zum Ludwigsplatz um, wo es bis 1999 verschiedene Räumlichkeiten nutzte (v. a. Magazinflächen). 1967 bezog das Landesarchiv das Gebäude Ludwigsplatz 7 als alleiniger Nutzer. 1979 erfolgte der Umzug in die für Archivzwecke ertüchtigte Villa Hirsch auf dem Rotenbühl, die nach Ende des Zweiten Weltkriegs zeitweilig als Sitz der saarländischen Zentralregierung diente. Ab 1995 erfolgte der erst vier Jahre später abgeschlossene Umzug der Büroräume und Magazine in das ehemalige Gebäude der Druckerei Klinke in Scheidt. Der dort neu eingerichtete Lesesaal wurde zum Januar 1998 eröffnet.

## Bestände

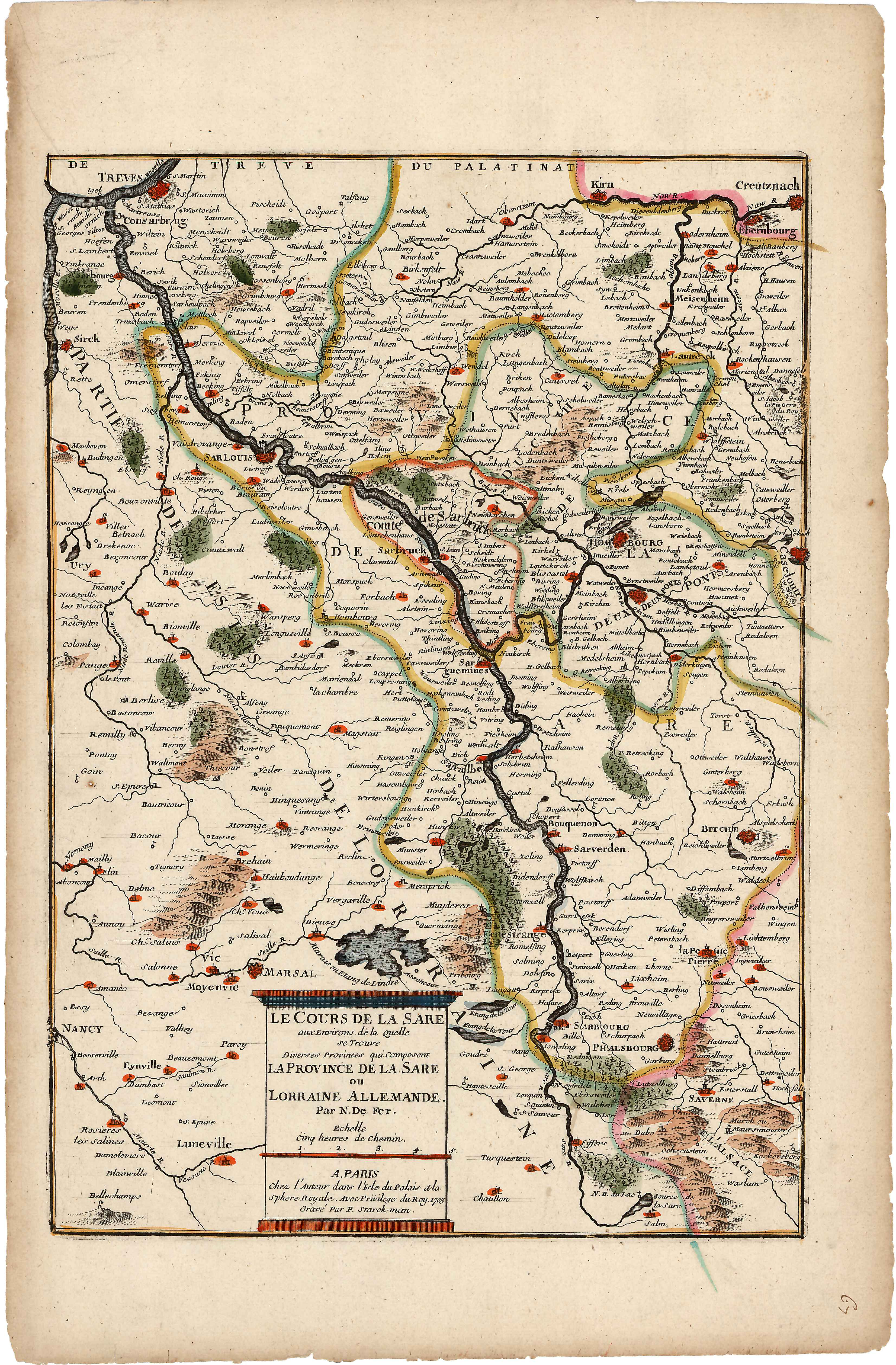
Historische Karte zum Verlauf der Saar, 1703 (LASB K Hellwig 0834)

Mit dem Ankauf des Schloßarchivs Münchweiler sowie der Übernahme von Zivilstandsregistern und saarländischen Gemeindearchiven aus dem Landeshauptarchiv Koblenz 1960 bis 1962 gelangten erste nennenswerte Bestände in das neu gegründete Landesarchiv. Aus Koblenz und dem Landesarchiv Speyer wurden auf Grundlage der 1973 mit Rheinland-Pfalz geschlossenen Verwaltungsabkommen über die Zusammenarbeit auf dem Gebiete des Archivwesens zahlreiche weitere Bestände als Dauerleihgaben nach Saarbrücken übernommen, darunter der für die saarländische Landesgeschichte wichtige Bestand Nassau-Saarbrücken II. Anfang 1978 folgte die Archivaliensammlung des Historischen Vereins für die Saargegend, welche im Gesamtverzeichnis national wertvoller Kulturgüter eingetragen ist. Mit der 1991 erfolgten Einrichtung eines Universitätsarchivs an der Universität des Saarlandes verlor das Landesarchiv seine Zuständigkeit in diesem Bereich.
Das im Landesarchiv untergebrachte Saarländische Sportarchiv wurde 2001 gemeinsam mit dem Landessportverband für das Saarland eingerichtet. In ihm sind die Unterlagen des Landessportverbandes, zahlreicher saarländischer Sportfachverbände sowie Vereinearchive überliefert. Darüber hinaus verwahrt es die Nachlässe und sporthistorischen Sammlungen verschiedener Persönlichkeiten (u. a. Otto Knefler, Horst Planert und Heinrich Simon (Boxer)), darunter seit 2021 auch den Vorlass von Joachim Deckarm.
Heute (2021) verfügt das Landesarchiv über mehr als 17.000 laufende Regalmeter Archivgut, darunter archivwürdige Unterlagen des Landes sowie Nachlässe von Persönlichkeiten (u. a. Ferdi Hartung und Fritz Hellwig) und Firmenarchive.

## Veröffentlichungen
Die Schriftenreihe Echolot. Historische Beiträge des Landesarchivs Saarbrücken, die vom Landesarchiv seit 2005 im Auftrag des Vereins zur Förderung des Landesarchivs Saarbrücken herausgegeben wird, gliedert sich in drei Teilserien: Untersuchungen und Darstellungen (bislang 15 Bände), kleine Reihe (vier Bände) und Quellen und Inventare (zwei Bände).